# 木曽福島郷土館
木曽福島郷土館（きそふくしまきょうどかん）は、長野県木曽郡木曽町福島5823番地8にある郷土資料館。

## 沿革
1954年には木曽郡福島町の福島町立福島小学校の中に郷土館が設けられ、生駒勘七が中心となって歴史資料・民俗資料の収集が行われた。1967年に福島町と新開村が合併して木曽福島町が発足すると、福島小学校付設の郷土館を基にして、1969年5月1日に木曽福島町立の木曽福島郷土館が開館した。

## 展示
興禅寺や御料館 (旧帝室林野局木曽支局庁舎）の脇の道を上っていった場所にあり、周囲をヒノキ林に囲まれている。敷地面積は6798平方メートル。建物は鉄筋コンクリート造2階建、延床面積618.3平方メートルであり、1階には事務室・収蔵庫・ロビーが、2階には展示室がある。敷地内には附属の民俗園が設けられており、開田村から移築した民家や郷蔵などがある。収蔵資料は約5000点。交通史料が約500点、文化資料が約500点、民俗資料が約2000点、その他が約2000点。

## 利用案内
- 入館料：一般300円、小中学生150円
- 開館時間：10時～16時
- 開館日：土曜・日曜・祝祭日（5月～１１月上旬）
- 休館日：月～金曜（5月～１１月）、冬期は全面休館（11月～4月）